# カレン諸語
カレン諸語（カレンしょご、Karenic languages）は、約300万人いるカレン族の人々により話される言語群で、シナ・チベット語族に属する。カレン諸語の話者は、ミャンマー東南部のカレン州・カヤー州及びシャン州西南部、ペグー山脈の東方、シッタン川流域、エーヤワーディー・デルタ周辺、タニンダーリ地方域、さらにはミャンマー・タイ国境地帯のタイ領内に居住している。カレン人の他称を用いて単に「カレン語」という場合は、通常、スゴー・カレン語ないしポー・カレン語を指す。
類型論的に、カレン諸語は声調言語である。また、ほかのチベット・ビルマ語派のほとんどの言語がSOV型の語順を持つのに対し、カレン諸語はSVO型の語順を持つ。SVO型語順は、オーストロアジア語族のモン・クメール語派との接触を通して獲得した特徴と考えられる。ポール・K・ベネディクトは、SVO型のカレン諸語をチベット・ビルマ語派とは別個の言語群と見做した上で、両者がシナ・チベット語族の中で「チベット・カレン語派 (Tibeto-Karen)」という言語群を成すとしている。一方、ジェイムズ・マティソフは、カレン諸語を単にチベット・ビルマ語派の一部に含めている。Zhang et al. (2019) がベイズ法により推定したシナ・チベット語族の系統樹は、後者の見解を支持するものである。
カレン諸語の表記のためには、19世紀以降に主にビルマ文字を元に考案されたいくつかの文字体系が存在する（スゴー・カレン文字、仏教ポー・カレン文字、キリスト教ポー・カレン文字、レーケー文字、カヤー文字、パオ文字など）。

## 所属する言語
下位分類は学者によって異なる。主要な言語には以下のものがある。
- スゴー・カレン語（英語版）
- ポー・カレン語
  - 東部ポー・カレン語
  - 西部ポー・カレン語（英語版）
- パオ語
- カレンニー語（英語版）（カヤー語、赤カレン語）
- パダウン語（英語版）（カヤン語）
- ゲーバー語（英語版）

狭義の「カレン語」に含まれる、スゴー・カレン語、東部ポー・カレン語、西部ポー・カレン語は、それぞれ意思疎通が不可能なほど異なっている。このためスゴー・カレン語の話者とポーカレン語の話者は、同じ「カレン人」でありながら、ビルマ語を用いて意思疎通することが少なくない。東部ポー・カレン語と西部ポー・カレン語は、しばしば声調が「逆転」しており、これが互いの意思疎通における最大の障壁となっている。例えば、東部ポー・カレン語で「犬」を意味する語は、高平調の/thwí/である。一方、西部ポー・カレン語の「犬」は、低平調の/thwì/となる。
それでもなお、狭義の「カレン語」は、それ以外のカレン諸語に比べ、語彙的にも文法的にもよく似た特徴を示している。以下は、スゴー・カレン語、東部ポー・カレン語、西部ポー・カレン語、ゲーバー語でそれぞれ「私はご飯を食べるのが速い」を意味する文である。
狭義の「カレン語」では「私-食べる-ご飯-速い」という語順が共通しているのに対し、ゲーバー語では「私-食べる-速い-ご飯」となっている。
民族的アイデンティティの観点からも、カレンニー族やパダウン族、パオ族は自らを「カレン」とは異なる民族だと見做していることが多い。ただし、ゲーバー語の話者は、狭義「カレン語」との言語系統上の距離の遠さにも拘らず、しばしば自らを「カレン」と見做している。